# John T. Parsons
John Thoren Parsons (11 de octubre de 1913, Detroit, Estados Unidos - 18 de abril de 2007) fue un ingeniero estadounidense inventor del sistema de control numérico, predecesor del control numérico computarizado actual. Desarrollado inicialmente para la aeronáutica, tiene usos tan variados como las máquinas herramientas digitalizadas (como el torno control numérico), los chips de computadora y los automóviles, entre otros. También desarrolló la unión adhesiva de estructuras metálicas en aeronaves, aplicado especialmente en las hélices entre otros logros.

## Trayectoria
Hijo de Carl y Edith Thoren, tenía un hermano (Henry) y dos hermanas (Betty Linden y Ruth Heldgerd). Ya a corta edad comenzó a interesarse por los metales aprendiendo de su hermano, su padre y Axel Brogen, un miembro de la comunidad sueca luterana en la que nació. Su padre tenía una empresa que producía piezas de automóviles, Corporación Parsons (Parsons Corp.) en Detroit, pero durante la Segunda Guerra Mundial fue traslada a Traverse City y convertida en industria para armamento. Parsons trabajó en ella durante 40 años. En 1942 consiguió un contrato con la Fuerza Aérea de Estados Unidos para construir los largueros de madera de las palas del rotor. Determinó que parte de los problemas que estos sufrían se debían a que la soldadura por puntos que unía el larguero con el mástil del rotor era frágil y sugirió utilizar adhesivos para tal fin, algo completamente innovador en el diseño de aeronaves.
Posteriormente Parsons concibió la idea de reemplazar la madera de los largueros por metal, diseñándolos como si fuesen plantillas. Contrató a Frank Stulen en 1946, quien desarrolló una fresadora controlada por tarjeta perforada a la que Parsons adaptó una "máquina de contar" IBM. Así las plantillas podían fabricarse en forma automática y más precisa debido a que el control numérico realizaba los cálculos y medidas.
Parsons también produjo las líneas de combustible del Saturno V, el cohete que envió a los astronautas a la Luna en 1969, y el helicóptero que los trajo de regreso luego del amerizaje. Parsons dijo al respecto:

"Solía decir que los llevamos a la Luna y los trajimos a casa después"
Record-Eagle. 1999.

En 1989 la Universidad de Míchigan le otorgó el primer Doctorado Honorario en Ingeniería, mientras que en 1997 recibió el Doctorado Honorario en Humanidades de la Lake Superior State University.

## Premios
En 1985 recibió (junto con Frank Stulen) de las manos de Ronald Reagan, presidente de Estados Unidos de la época, la Medalla Nacional de Tecnología en reconocimiento por su trabajo en el desarrollo del control numérico. Según la Society of Manufacturing Engineers, sociedad de la que era miembro desde 1986,

"...El Control Numérico marcó el comienzo de la Segunda Revolución Industrial y el advenimiento de una nueva era en la que el control de máquinas y los procesos industriales pasaron de borradores imperfectos a ciencia exacta."
Society of Manufacturing Engineers Archivado el 24 de mayo de 2011 en Wayback Machine. - National Millennium Time Capsule. National Medal Winner. Consultado el 5 de mayo de 2011.</ref>

También ingresó en el Salón de la Fama de Inventores Nacionales en 1993 en Akron, Ohio.